# Zemmora
Zemmora (în arabă زمورة) este o comună din provincia Relizane, Algeria.
Populația comunei este de 30.027 de locuitori (2008).